# Oco
Oco è un comune spagnolo di 81 abitanti situato nella comunità autonoma della Navarra.